# 溪东桥
溪东桥，位于浙江省温州市泰顺县泗溪镇下桥村，为编梁木拱廊桥，泰顺廊桥之一，与相距大约1公里的北涧桥合称为“姐妹桥”。2006年作为泰顺廊桥的单体之一，列入全国重点文物保护单位。

## 历史
始建于明隆庆四年（1570年）。清乾隆十年（1745年）重表。道光七年（1827年）重修。桥长41.7米，宽4.86米，净跨25.7米。桥拱上建有廊屋15间。溪东桥处在当地的风水宝地“将军逗狮”处，桥头挂有匾额“虹气临虚，影摇波月”。 

## 用途
该桥周围设有临水殿、陈大翁宫，桥内设有神龛，成为当地村民的祭祀中心。